# Virág Kiss Ferenc
Virág Kiss Ferenc névvariáns: Virágh Kiss Ferenc (Budapest, 1947. június 26. – 2013. február 14.) magyar színész.

## Életpályája
Az Eötvös József Gimnáziumban érettségizett. Többször felvételizett a Színművészeti Főiskolára, eljutott a harmadik rostákig. Simon Zsuzsa és Gáti József is bizalmat szavazott neki, Horvai István és Békés András is fel akarta venni, végül 8:4 arányú szavazással de eltanácsolták. 1963-tól a Keleti István vezette Pinceszínházban kezdett komolyabban a színészettel foglalkozni. 1971-től egy évadra az Állami Déryné Színházhoz szerződött. 1972-től a Nemzeti Színház tagja volt. 1979-től a Mafilm társulatához tartozott. 1980-tól a Madách Színház-ban szerepelt. 1982-től szabadfoglalkozású színművészként dolgozott. A Kőszegi Várszínházban játszott női szerepéről mesélte:

„az Anya szerepét játszottam a Kocsonya Mihály házasságában, csinos konttyal a fejemen, derekasan maszkírozva, női ruhában. Az egyik néző, egy idős bácsi formálisan megkérte a kezem, jött a várost járó szekerünk után egész a színházig. Mondta, látja szeretem a pityókát, igaz, ami igaz, ő sem veti meg, hát jól meglennénk egymással…”

Színpadon és filmben is főleg epizódszerepeket játszott. 2004-ben agyvérzést kapott, de ahogy felgyógyult és újra beszélni tudott visszatért és vállalt szerepeket a Pinceszínházban. 2013 februárjában hunyt el.

## Fontosabb színházi szerepei
- William Shakespeare: Szentivánéji álom... Lysander
- Edmond Rostand: Sasfiók... kérelmező
- Joshua Sobol: Gettó... Gestapo-tiszt
- Arthur Miller: Közjáték Vichyben... Első detektív
- Ken Kesey – Dale Wassemann: Kakukkfészek... Akut beteg
- Ismeretlen szerző: Kocsonya Mihály házassága... Az anyós
- Szabó Magda: A csata... szereplő
- Tolcsvay László – Müller Péter – Müller Péter Sziámi: Mária evangéliuma... tanítvány
- Joseph Stein – Jerry Block – Sheldon Harnick: Hegedűs a háztetőn... Negyedik falusi

## Filmes és televíziós szerepei
| - A csillagszemű (1977) - Allegro Barbaro (1978) - Magyar rapszódia (1979) - Tíz év múlva (1979) - Gyerekrablás a Palánk utcában (1985) - Kiáltás és kiáltás (1987) - Az új földesúr (1988) - Szamba (1995) – Bári vendég \| Év \| Cím \| Szinkron év \| \| ---- \| --------------------- \| ----------- \| \| 1994 \| Két fivér egy zsákban \| 1995 \| | - A tizenhetedik nap (1977) - Havannai kihallgatás (1977) - Szimulánsok (1977) - A Zebegényiek (1978) - Mednyánszky (1978) – A Honmentő Egylet tagja - A tranzitutas (1982) – Rendőr - Különös házasság (1984; tévésorozat) (4. részben) - A nőuralom (1985) – Inas - A falu jegyzője (1986) - Az ördögmagiszter (1986) - A komáromi fiú (1988) - Peer Gynt (1988) - Angyalbőrben (1991; tévésorozat) (Frontszínház című részben) - Fegyencek szabadságon (1993) - Öregberény II. (1994; tévésorozat) (A bortábornok című részben) |             |
| Év | Cím | Szinkron év |
| 1994 | Két fivér egy zsákban | 1995        |

## Rendezéseiből
- Éles Tibor: Híd (Pinceszínház)
- Páskándi Géza: Átkozottak (Kőszegi Várszínház, Jurta Színház) – társrendező